# Церква Святого Архістратига Михаїла (Голгоча)
Церква Святого Архістратига Михаїла в Голгочі — парафія і храм Підгаєцького благочиння Тернопільської єпархії Православної церкви України в селі Голгоча Тернопільського району Тернопільської области.

## Історія церкви
5 листопада 1994 року владика Яків благословив початок будівництва храму. До 21 листопада поруч звели тимчасову церкву, щоб задовольняти релігійні потреби громади.
У будівництві брала участь уся громада, від найменших до найстарших. Усі кошти на зведення храму жертвували парафіяни, і вони ж виконували будівельні роботи. Жителі села самостійно випалили на цегельні 140 тисяч цеглин. Художники з Рівненщини розписали храм, створивши 110 ікон і 48 зображень ангелів.
23 листопада 2008 року єпископ Тернопільський і Бучацький Нестор у співслужінні зі священниками освятив храм на честь святого Архистратига Михаїла.
При церкві діють недільна школа для дітей і дорослих, а також драматичний гурток.

## Парохи
- о. Михайло Бісовський (з 1993).